# Jean Zay
« Zay » redirige ici.  Pour la lettre de l'alphabet arabe, voir Zāy.
Pour les articles homonymes, voir Zay.
Jean Zay, né le 6 août 1904 à Orléans (Loiret) et mort pour la France, assassiné par la Milice, le 20 juin 1944 à Molles (Allier), est un avocat et homme politique français. Il est sous-secrétaire d'État à la présidence du Conseil, ministre de l'Éducation nationale et des Beaux-Arts, député et conseiller général du Loiret.
Pendant ses quarante-quatre mois au gouvernement, Jean Zay institue, au titre de l’Éducation nationale : les trois degrés d’enseignement, l’unification des programmes, la prolongation de l’obligation scolaire à quatorze ans, les classes d’orientation, les activités dirigées, les enseignements interdisciplinaires, la reconnaissance de l’apprentissage, le CNRS, le sport à l’école, les œuvres universitaires ; et au titre des Beaux-Arts : le Musée national des arts et traditions populaires, le Musée d'Art moderne, la Réunion des théâtres lyriques nationaux, le festival de Cannes.
Les cendres de Jean Zay sont transférées au Panthéon le 27 mai 2015.

## Biographie

### Enfance et études

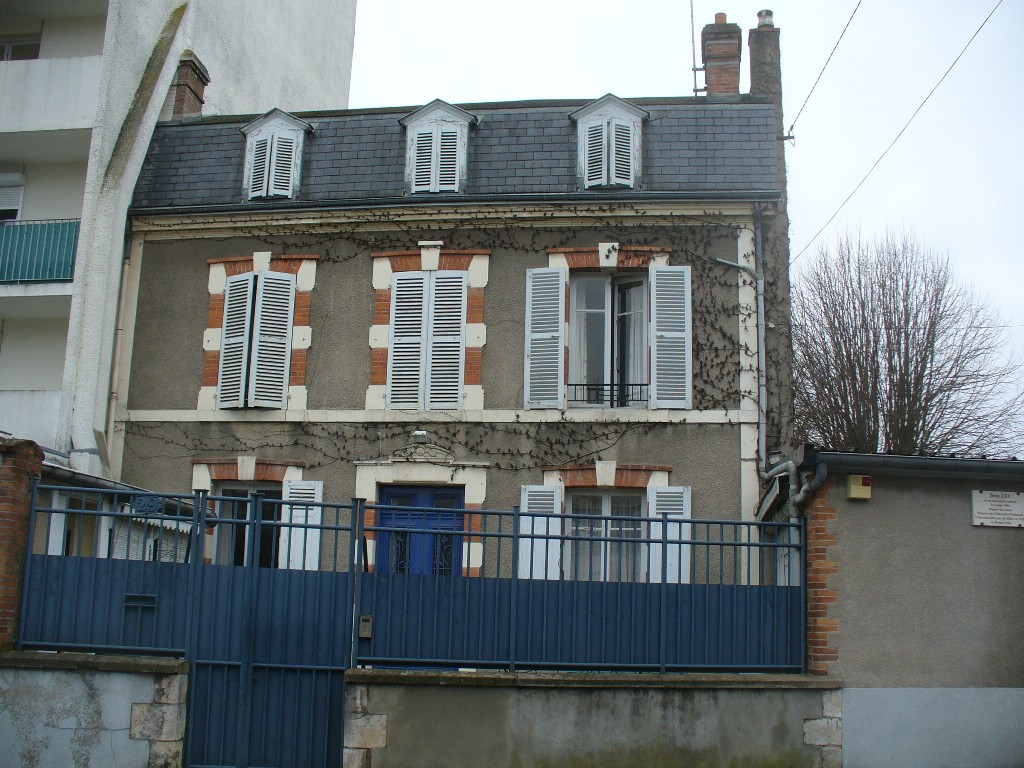
Maison natale de Jean Zay au 29, rue du Parc à Orléans.

Son père, Léon Zay, était issu d'une famille juive originaire de Metz par son père et d'une famille juive alsacienne d'Odratzheim par sa mère, née Hélène Lévy. Né et mort à Orléans, Léon Zay fut le directeur du journal régional radical-socialiste Le Progrès du Loiret. Sa mère, Alice Chartrain, institutrice de religion chrétienne protestante, est originaire de la région naturelle de la Beauce. Jean et sa sœur cadette Jacqueline sont élevés dans la foi protestante.
Jean Zay est élève au lycée de garçons, rue Jeanne-d'Arc à Orléans (devenu, en 1924, lycée Robert-Joseph Pothier). Il y rencontre le futur directeur du conservatoire national de musique d'Orléans, René Berthelot, qui devient l'un de ses proches. Il y fonde un journal lycéen et obtient un prix de composition de littérature française au concours général de 1922, puis un prix de philosophie au concours de 1923.

### Débuts professionnels
Pour payer ses études de droit, Jean Zay devient clerc d'avoué et secrétaire de rédaction au Progrès du Loiret, le journal de son père. En avril 1925, en compagnie de quelques amis proches du radicalisme centriste, notamment René Berthelot et Roger Secrétain, futur fondateur de La République du Centre et, par la suite, maire d'Orléans et proche du gaullisme, il fonde la revue littéraire Le Grenier, qui, après dix-huit numéros, devient Le Mail.
À dix-neuf ans, horrifié par les massacres de la Première Guerre mondiale, Zay compose Le Drapeau, un poème antimilitariste daté du 6 mars 1924 et dédié à Paul Dreux (« Terrible morceau de drap coulé à ta hampe, je te hais férocement, Oui, je te hais dans l’âme, je te hais pour toutes les misères que tu représentes. »). Ce pastiche des productions de Gustave Hervé sera utilisé plus tard par ses ennemis et ressorti lorsque sera proposé, en 2014, le transfert de ses cendres au Panthéon.
Avocat en 1928, il s'inscrit au barreau d'Orléans.

### Parcours politique

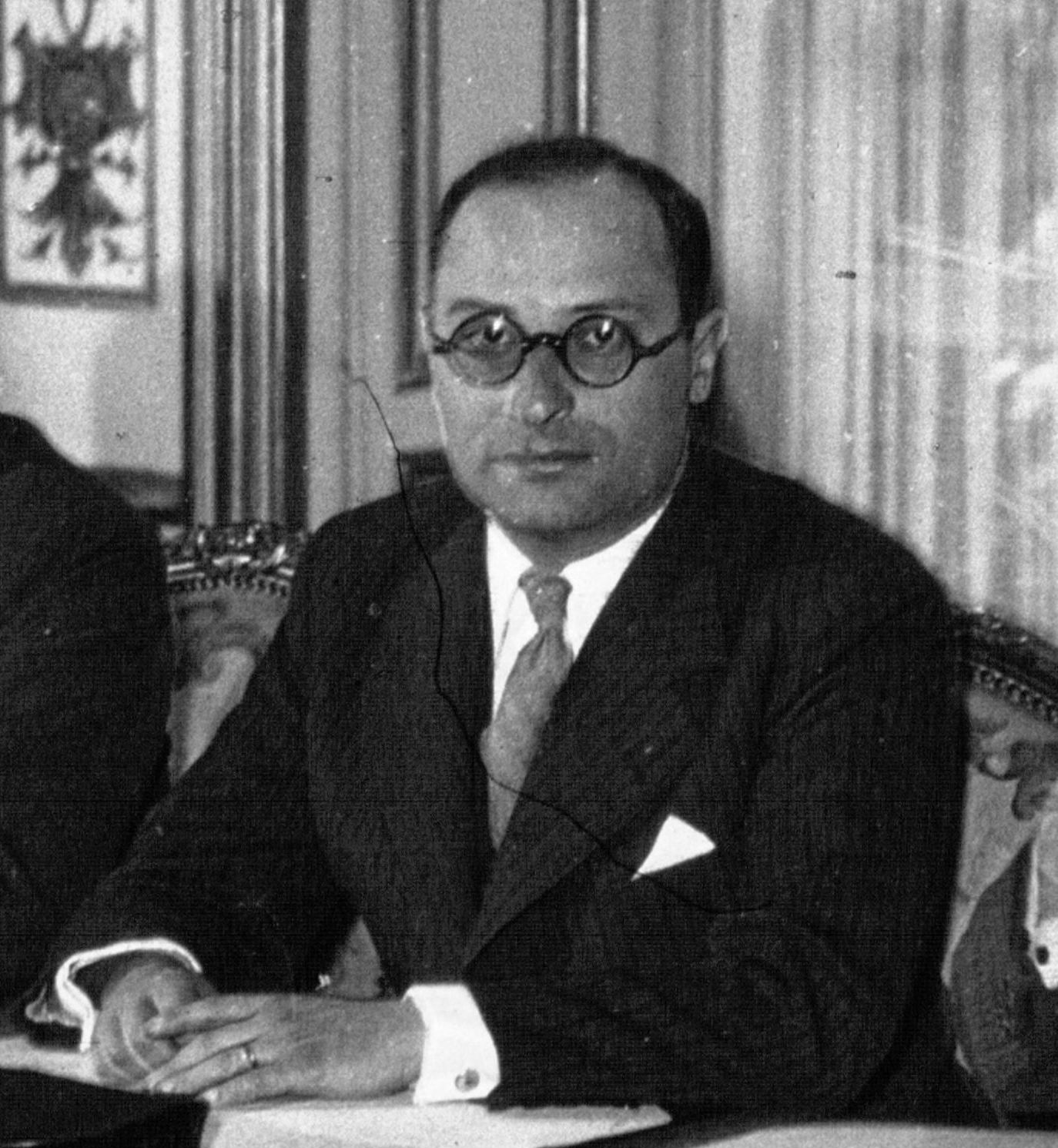
Jean Zay en 1937.

Jean Zay s’engage très tôt en politique. Dès ses études secondaires, il adhère aux Jeunesses laïques et républicaines, puis, à sa majorité (21 ans) s'inscrit au Parti radical. Il fréquente les cercles républicains, devient membre de la Ligue des droits de l'homme, responsable de la Ligue de l'enseignement et se fait initier, le 24 janvier 1926, à 21 ans, à la loge maçonnique Étienne Dolet de l'obédience maçonnique du Grand Orient de France où son père avait lui-même été initié le 27 mai 1906. En 1931, le 1er novembre, Jean Zay rejoint le groupe des Émules d'Etienne Dolet des libres penseurs.
En 1932, à 27 ans, il est élu député du Loiret sous l'étiquette radical-socialiste, battant Maurice Berger, député sortant du Parti démocrate populaire. C'est à cette époque que paraît dans un journal conservateur du Loiret, son poème Le Drapeau, volé et monnayé par des activistes d'extrême droite.
Zay constitue l'un des piliers des « Jeunes Turcs », ces membres du Parti radical qui souhaitent le rénover. Vite remarqué, il devient l'un des espoirs du parti et lui est confié le rapport de politique générale du congrès de 1935 qui décide l'adhésion du parti radical au Front populaire. En 1936, le président du Conseil, Albert Sarraut, le nomme sous-secrétaire d'État à la présidence du Conseil.
Quelques mois plus tard, il est réélu et devient, à 31 ans, le 4 juin 1936, ministre de l'Éducation nationale et des Beaux-Arts du Front populaire. Il mène alors l'ouverture de l'accès à l'université au plus grand nombre. Dans son ministère il travaille avec Léo Lagrange également désireux de développer le sport, les activités physiques et activités manuelles. À partir de 1937, il fait sortir les élèves au musée, au théâtre et crée également les classes vertes et les classes à la mer,. En 1953, Max Fourestier et Maurice David y ajoutent la classe de neige. Il fait également passer l'âge de la scolarité obligatoire de 13 à 14 ans et un maximum de 35 élèves par classe.
En mars 1937, il est élu conseiller général du Loiret pour le canton d'Orléans-Nord-Est.

### Seconde Guerre mondiale
Au début de la Seconde Guerre mondiale, Jean Zay démissionne le 2 septembre 1939 pour rejoindre l'armée française et suivre le sort de sa classe d'âge. Son courage et son dévouement au sein de la IVe armée sont attestés par ses chefs militaires : « volontaire pour les missions les plus périlleuses et les plus délicates ».
Sous-lieutenant rattaché à l'état-major de la IVe armée, il séjourne en Lorraine pendant la « drôle de guerre » de 1939-1940. En juin 1940, avec l'autorisation de ses supérieurs, il rejoint Bordeaux pour participer, le 19 juin 1940, à la dernière session du Parlement qui s'y est replié avec le gouvernement et qui débat de la question d'un abandon de la métropole aux troupes allemandes et d'un transfert du gouvernement français en Afrique du Nord. Aucune décision n'est prise, mais, le 21 juin 1940, en fin d'après-midi, Jean Zay et Pierre Mendès France, ainsi que vingt-cinq autres parlementaires embarquent au Verdon à bord du Massilia. Arrivés à Casablanca, au Maroc, le 24 juin 1940, en raison d'une grève de l'équipage puis de l'attente d'une demande d'asile au gouvernement britannique, les passagers du Massilia sont d'abord consignés par le résident général Charles Noguès dans un grand hôtel, puis quatre d'entre eux, dont Jean Zay, sont arrêtés, le 15 août 1940, pour désertion devant l'ennemi,. Renvoyé en métropole, Jean Zay est interné, le 20 août 1940, à la prison militaire de Clermont-Ferrand.
Pendant des mois, Jean Zay devient « la cible notoire de la campagne antisémite » et une violente campagne de presse officielle orchestrée par Philippe Henriot, secrétaire d'État à l'Information et à la Propagande du gouvernement de Vichy, réclame la condamnation à mort du « juif, Jean Zay » comme juif, franc-maçon, anti-munichois, anti-hitlérien et ministre du Front populaire. À cette occasion, on ressort son poème de jeunesse, Le Drapeau, volé préalablement et monnayé par des militants d'extrême-droite, qui le présentent comme une preuve d'antipatriotisme.
Le 4 octobre 1940, le tribunal militaire permanent de la 13e division militaire, siégeant à Clermont-Ferrand, le condamne en tant qu'officier pour désertion en présence de l'ennemi à la déportation à vie et à la dégradation militaire, contre six ans de prison pour Pierre Mendès France, huit ans de prison avec sursis pour Pierre Viénot et un non-lieu pour Alex Wiltzer,,,. Pour Olivier Loubes, « bouc émissaire idéal », Jean Zay a été condamné « à une peine qui vise à rappeler celle d'Alfred Dreyfus ». Transféré, le 4 décembre 1940, au fort Saint-Nicolas à Marseille pour être déporté, sa peine de déportation dans un bagne est muée par le régime de Vichy en simple internement en métropole et, le 7 janvier 1941, il est incarcéré au quartier spécial de la maison d'arrêt de Riom,.
Durant sa captivité, Jean Zay, qui a pour compagnon de cellule le rabbin Édouard Gourévitch, peut continuer à recevoir régulièrement sa femme, Madeleine Dreux Zay, ainsi que ses deux filles, l'aînée, Catherine Martin-Zay, et la cadette, Hélène Mouchard-Zay, née en 1940 après l'arrestation de son père. On lui permet d'écrire et de communiquer avec ses amis. Il ne cherche pas à s'évader comme la force de la résistance intérieure française dans la région l'aurait sans doute permis[réf. nécessaire]. Il continue à travailler, préparant les réformes qu'il pense pouvoir mettre en œuvre après la Libération.

### Assassinat

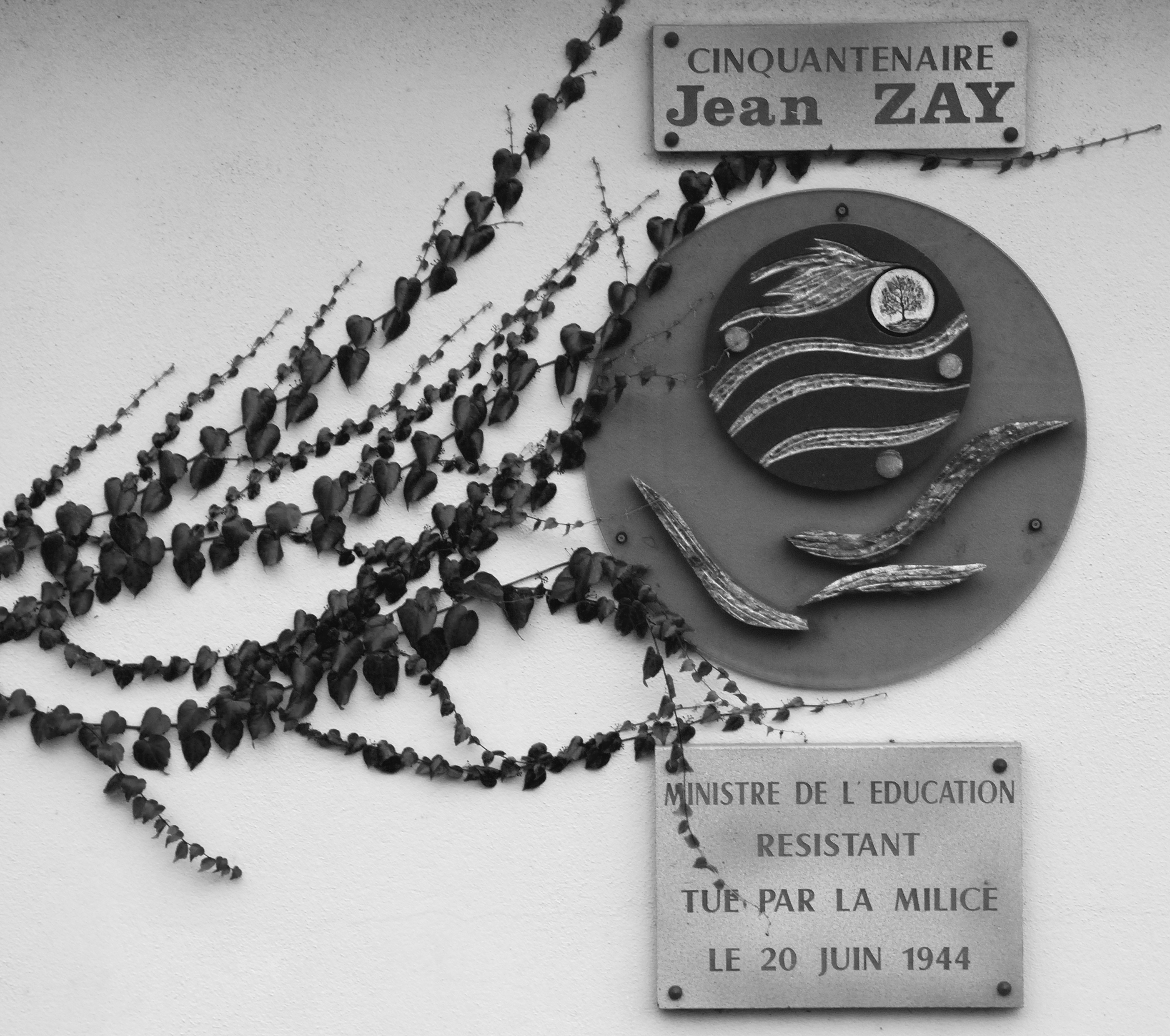
Mémorial sur le mur de l'école primaire de Beaumont dans le Puy-de-Dôme.

Le 20 juin 1944, trois miliciens viennent le chercher à la prison de Riom. Il s'agit d'Henri Millou, responsable de la sécurité de la Milice à Vichy, Charles Develle et Pierre Cordier,. Les trois miliciens présentent un ordre de transfert pour la prison centrale de Melun signé par le directeur de l'administration pénitentiaire, Baillet, également milicien. Ce document contient aussi des instructions de Raymond Clémoz, alors chef de cabinet de Joseph Darnand à Vichy. Les trois miliciens lui laissent entendre qu'ils sont des résistants déguisés qui ont pour mission de lui faire rejoindre le maquis[réf. nécessaire]. Ils l'assassinent dans un bois, près d'une carrière, au lieu-dit Les Malavaux dans la faille du Puits du diable à Molles dans l'Allier,.
Jean Zay est abattu d'une rafale de Sten par Charles Develle, ses dernières paroles étant « Vive la France ». Puis, afin qu'il ne soit pas identifié, les tueurs le déshabillent, lui ôtent son alliance, jettent sa dépouille dans la crevasse du Puits-du-Diable et y lancent quelques grenades pour cacher le corps par des éboulis.
Le 22 septembre 1946, son corps et ceux de deux autres personnes sont retrouvés, enfouis sous un tas de pierres, par des chasseurs de Molles et de Cusset et enterrés sur ordre de la municipalité de Cusset dans une même fosse du cimetière communal.
Faisant le rapprochement entre le cadavre et la disparition de Jean Zay, les enquêteurs retrouvent l'identité du milicien qui a signé le registre de levée d'écrou, Charles Develle, et l'interpellent à Naples, en Italie, où il s'est réfugié. Exhumés, fin 1947, les restes de Jean Zay sont identifiés grâce à sa fiche dentaire et aux mensurations données par son tailleur. Jugé en février 1953, Develle est condamné aux travaux forcés à perpétuité par le tribunal militaire de Lyon, puis libéré deux ans plus tard.
Jean Zay est inhumé au grand cimetière d'Orléans, du 15 mai 1948 à 2015, année de son transfert au Panthéon.

### Réhabilitation posthume
Le 5 juillet 1945, la cour d'appel de Riom réexamine les faits reprochés au sous-lieutenant Jean Zay, constate qu’à aucun moment il ne s’est soustrait à l’autorité militaire et que « les poursuites intentées contre le sous-lieutenant Jean Zay ne peuvent s’expliquer que par le désir qu’a eu le gouvernement d’atteindre un parlementaire dont les opinions politiques lui étaient opposées et qu’il importait de discréditer en raison de la haute autorité attachée à sa personnalité ».
Elle annule donc le jugement du 4 octobre 1940 et Jean Zay est pleinement réhabilité à titre posthume.

### Panthéon

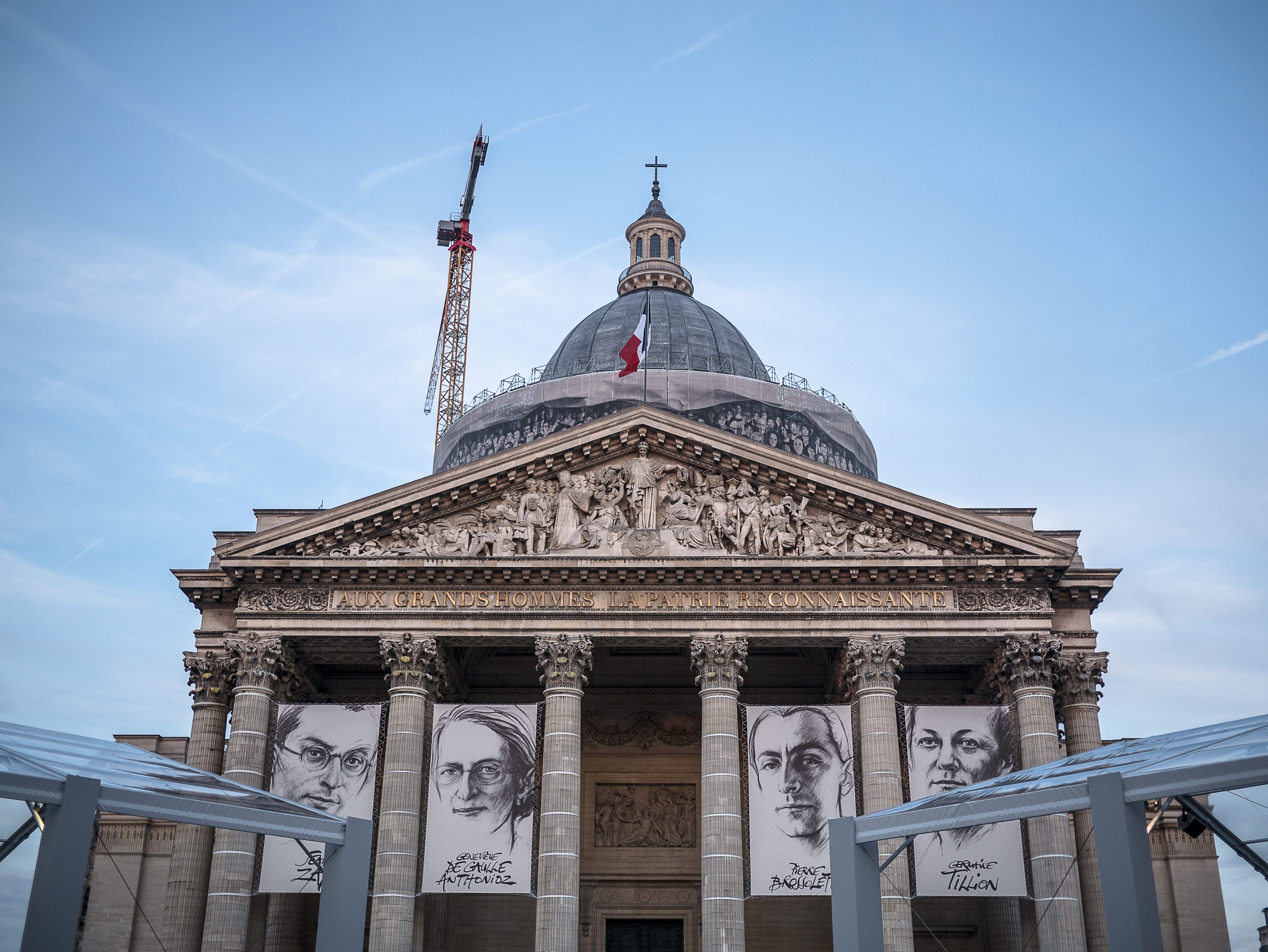
Hommage de la Nation aux quatre résistants.

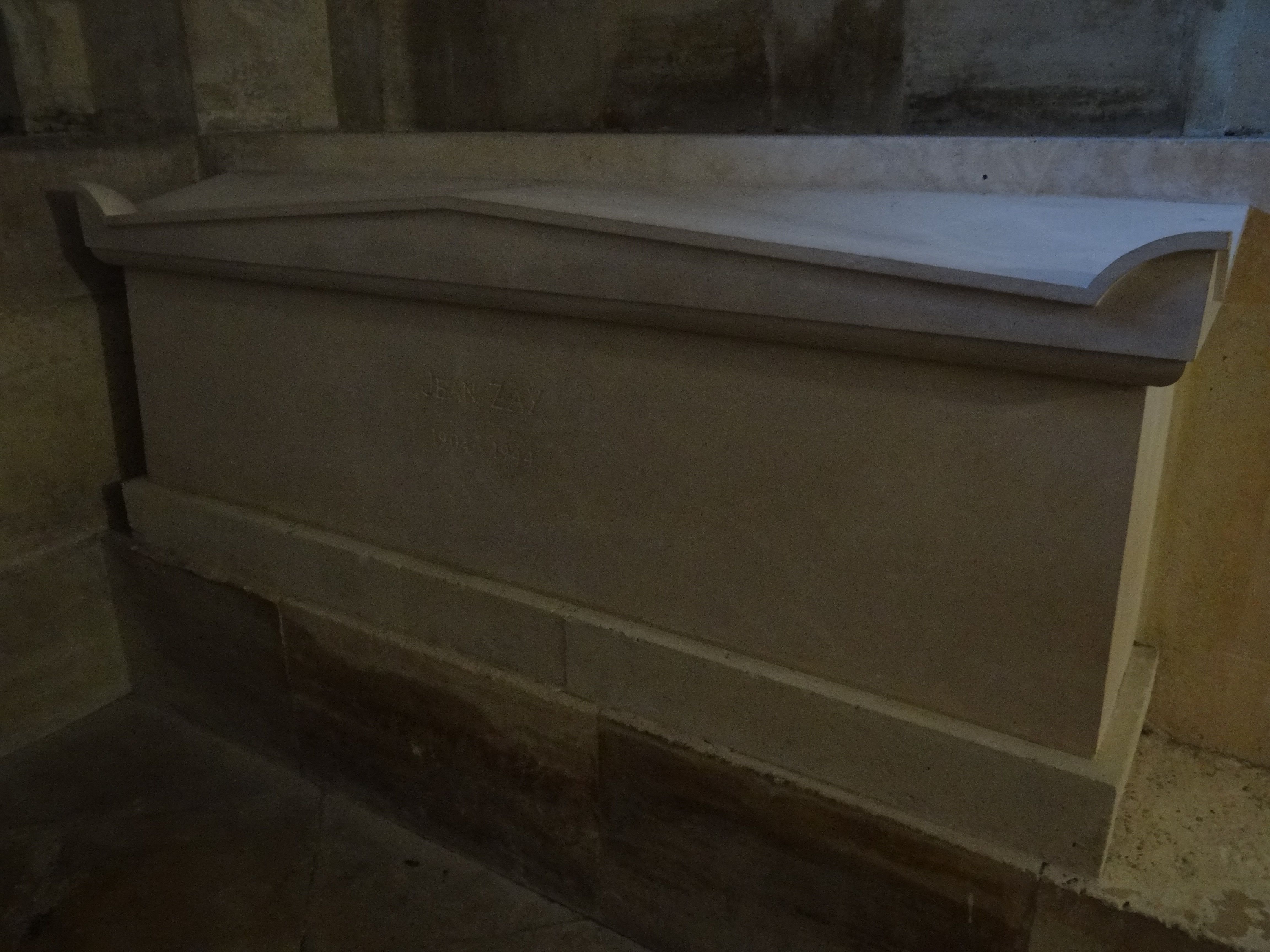
Le tombeau de Jean Zay au Panthéon.

Le 21 février 2014, le président de la République François Hollande annonce le transfert des cendres de Jean Zay ainsi que celles de Pierre Brossolette, Geneviève de Gaulle-Anthonioz et Germaine Tillion au Panthéon en tant que « grandes figures qui évoquent l’esprit de résistance ». Le 7 janvier 2015, paraît un décret du ministère de la Culture et de la Communication annonçant l’hommage de la Nation à la mémoire de ces quatre personnalités et le transfert des cendres de deux d’entre elles, dont Jean Zay, au Panthéon. La cérémonie a lieu le 27 mai 2015, journée nationale de la Résistance. Les quatre cercueils sont accueillis la veille, le 26 mai 2015, en Sorbonne où un hommage du monde scolaire et universitaire leur est rendu en présence des ministres Najat Vallaud-Belkacem et Jean-Marc Todeschini, de la maire de Paris Anne Hidalgo et des recteurs d'académie. Le 27 mai au matin, dans la cour de la Sorbonne leur est rendu l'hommage des autorités et corps constitués.

## Jean Zay au ministère de l'Éducation nationale et des Beaux-Arts

### Le sens des réformes
« Pour Jean Zay, la République repose avant tout sur le civisme et l'intelligence des citoyens, c'est-à-dire sur leur éducation intellectuelle et morale. […] Contre la conservation sociale mais aussi contre les utopies révolutionnaires, la politique est ce mouvement par lequel l'humanité s'approfondit et devient en quelque sorte plus digne d'elle-même ».
Jean Zay estime dès sa majorité que « l’intellectuel ne peut pas ne pas prendre parti dans la controverse qui chaque jour sur le forum dresse les citoyens les uns contre les autres ».
Une des caractéristiques du système éducatif que Jean Zay déplorait le plus était celle qui occasionnait la perte, pour la République, de sujets précieux, travailleurs et doués, qui, faute d’argent, ne pouvaient accéder à des postes où ils auraient pu donner le meilleur d’eux-mêmes. À l’inverse, des esprits médiocres et nonchalants, grâce à leur fortune, pouvaient sans difficulté accéder à la haute fonction publique, sans même disposer d’une formation adéquate. Ce fut alors l’idée de l’ENA, qui ne vit le jour qu’après la guerre.
Son grand projet de réforme du système éducatif (déposé en 1937, mais « torpillé » par la commission de l'enseignement de la Chambre des députés qui ne l'a jamais discuté), un des plus élaborés jamais conçus et un des plus démocratiques pour l'époque[réf. nécessaire], partait de la même conviction que la vertu, les capacités intellectuelles, et, pour employer une expression désuète, le cœur, n’étaient pas l’apanage des classes aisées, et que la société avait tout à gagner à accorder le maximum de chance à tous, ainsi qu’à former au mieux le plus grand nombre. Son projet de réforme a notamment concerné les lycées de jeunes filles et les Écoles normales primaires. Il faut aussi replacer son action, d’un point de vue plus temporel, dans l’action du gouvernement de Front populaire, qui avait pour optique d’étendre jusqu’aux classes laborieuses une vie de bien meilleure qualité, ce qui pour Jean Zay passait par la culture et l’instruction, tout autant que par les loisirs, ces fameux « congés payés », que l’on retient davantage aujourd’hui comme emblématiques de cette période.
Il est également rédacteur, avec Marc Rucart, d'un projet de loi abolissant la propriété littéraire et artistique, faisant du droit d'auteur un droit inaliénable, et du contrat d'édition non pas un contrat de cession des droits, mais un contrat de concession temporaire à l'étendue extrêmement limitée. Déposé le 13 août 1936, ce projet de loi, soutenu par les auteurs, se heurta à une opposition farouche des éditeurs, notamment Bernard Grasset.
Les débats animés autour de cette question furent interrompus par la guerre en 1939. C'est parmi les opposants illustres au projet Zay-Rucart, comme René Dommange, François Hepp et Jean Escarra, que l'on retrouve les rédacteurs de la réforme du droit d'auteur du gouvernement de Vichy, puis, après la Libération, de la loi du 11 mars 1957 qui réinstaure la propriété littéraire. Sera néanmoins conservée l'idée d'une perpétuité du droit moral d'un auteur sur son œuvre.

### Les réformes effectives
Jean Zay prolonge de treize à quatorze ans l'obligation scolaire par la loi du 9 août 1936 dès la rentrée scolaire 1936. Au lieu de définir aussitôt par circulaire le contenu et les programmes de cette année de fin d’études primaires, il laisse « toute liberté d’initiative » aux instituteurs. Il leur fixe seulement la triple mission d’assurer dans ces classes un complément d’instruction, une initiation à la culture et une orientation professionnelle. Sa méthode consiste à susciter les initiatives, pour faire ensuite le tri. Pour introduire trois heures d’éducation physique dans le primaire, il lance une expérimentation dans trois départements, puis dans vingt-neuf. Par la suite, il signera le 1er février 1939 un décret créant l'USEP, en tant que branche de l'UFOLEP et de la Ligue de l'enseignement.
Il développe de même les activités dirigées, les classes promenades, l’étude du milieu par l’observation active dans le primaire, les loisirs dirigés dans le secondaire. En septembre 1938, de nouvelles instructions officielles viennent encadrer et étendre ces innovations.
Le 2 mars 1937, il dépose au nom du gouvernement un projet de réforme de l'enseignement qui s'inspire des réflexions et propositions d'école unique depuis la Première Guerre mondiale. Ce projet de démocratisation heurte les défenseurs du secondaire traditionnel qui l'enterrent.
Il confirme par des circulaires, l'interdiction des signes politiques et de toute propagande confessionnelle dans l'enseignement :

« Je vous prie d’inviter les chefs d’établissements secondaires à veiller à ce que soient respectées les instructions interdisant tout port d’insignes. […] Vous voudrez bien considérer comme un signe politique tout objet dont le port constitue une manifestation susceptible de provoquer une manifestation en sens contraire […] » ; « […] Il va de soi que les mêmes prescriptions s’appliquent aux propagandes confessionnelles. L’enseignement public est laïque. Aucune forme de prosélytisme ne saurait être admise dans les établissements […]. »

Jean Zay réorganise l'administration par décrets, remplaçant les directions du secondaire et du primaire par celles du second et du premier degré. Il donne au premier cycle du second degré et au primaire supérieur les mêmes programmes. Il expérimente à la rentrée 1937 dans 175 établissements une classe de 6e d'orientation pour observer les élèves avant de les diriger vers l'une ou l'autre section du second degré, un tronc commun d'où partiraient plusieurs branches,. Cette architecture sera reprise et étendue par les classes nouvelles de la Libération, et adoptée, mais sans véritable tronc commun, dans les années 1959-1963.
D'autres mesures sont prises telles que la mise en réseau des centres d'orientation professionnelle, la création du comité supérieur des œuvres en faveur de la jeunesse scolaire et universitaire (ancêtre des Centres régionaux des œuvres universitaires (CROUS)) qui verront le jour après la Seconde Guerre mondiale. Avec l'aide d'Irène Joliot-Curie puis de Jean Perrin, comme sous-secrétaires d'État, il organise la recherche scientifique et prépare la création, en octobre 1939, du Centre national de la recherche scientifique (CNRS). Il tente de créer une École nationale d'administration, mais le projet de loi, déposé le 1er août 1936, se heurte à de nombreuses oppositions. Il arrête les procédures qui visent à supprimer l'école du Pioulier de Célestin Freinet, à Vence. Il conçoit un stage de formation de trois mois pour donner une spécialisation à des instituteurs en fonction. À Pâques 1937 s'organise le stage qui donne naissance aux centres d'entraînement aux méthodes d'éducation actives (CEMEA). Jean Zay estime souhaitable de faciliter l’étude de la langue internationale espéranto. Son enseignement est admis dans le cadre des activités socio-éducatives par une circulaire ministérielle du 11 octobre 1938.
Comme ministre des Beaux-Arts, on lui doit la création de la réunion des théâtres lyriques nationaux et le Musée national des Arts et Traditions populaires ; il encourage par ailleurs le principe de bibliothèques mobiles appelées bibliobus,.
Fin 1938, il propose également la création du festival de Cannes. Au printemps 1939, il part en voyage aux États-Unis à bord du paquebot Normandie pour en promouvoir  la première édition, qui aurait dû se tenir en septembre 1939 si la Seconde Guerre mondiale n'avait pas débuté.
Il est à l'origine de la procédure dite du « 1 % artistique ». En 1936, est déposée une proposition de loi visant à ce que, « dans tous les projets de construction neuve exécutés par l'État, les départements, les communes et les établissements publics, un pourcentage déterminé de la dépense (soit) affecté aux travaux de décoration. Ces travaux doivent représenter au moins 1,5 % du montant des devis et être réservés à des artistes, peintres, sculpteurs et décorateurs ». Mais cette loi ne sera pas finalement adoptée et il faudra attendre le 18 mai 1951 pour qu'un arrêté dispose : les projets de constructions scolaires et universitaires (doivent) comporter un ensemble de travaux de décoration ; le texte précise que, pour les projets destinés aux bâtiments du Ministère de l'Éducation nationale, les travaux de décoration doivent s'élever au minimum à 1 % du coût de la construction.
Il soutient l'idée de la création des bourses de voyages Zellidja lorsque l'idée lui est présentée par Jean Walter à la fin de l'été 1938 malgré les réticences de son administration à voir entrer des acteurs du monde industriel dans l'institution scolaire. Durant l'été 1939, les cinq premiers boursiers sillonnent à bicyclette les routes de France et décrivent leur expérience dans un journal de voyage.

## Écrits
Les Carnets secrets de Jean Zay sont des notes prises par Jean Zay pendant son ministère. Confiées par lui à l'un de ses amis, elles ont en fait été vendues à la presse. Les premiers documents paraissent dans Je suis partout le 28 février 1941, puis dans Gringoire. Ces « documents » sont enfin publiés sous forme de livre par les éditions de France en 1942, accompagnés des commentaires de Philippe Henriot. La publication était sans doute orientée, afin de confirmer les positions du régime de Vichy ; il s'agissait de dénoncer à des fins de propagande le « bellicisme » de Jean Zay. Toutefois, les originaux ont disparu et toute comparaison est impossible. Cette publication tronquée porte atteinte à l'honneur de Jean Zay et, en 1948, sa veuve, Madeleine Zay, obtient en partie réparation en justice en faisant condamner Gringoire et les héritiers de Philippe Henriot à verser des dommages-intérêts pour la calomnie de cette publication.
Jean Zay écrit pendant sa captivité Souvenirs et solitude, publié la première fois en 1945. Le livre construit comme un journal, décrit les événements qu'il vit dans sa prison et commente l'actualité telle qu'il en a connaissance. C'est aussi l'occasion d'exprimer des réflexions sur la justice ou l'emprisonnement, de rappeler des souvenirs et d'évoquer des projets pour la France de la Libération.
Parmi ses autres œuvres, on peut citer Chroniques du Grenier, La Réforme de l'enseignement, La Bague sans doigt (republié en 2019).
Le 8 juin 2010, les deux filles de Jean Zay font don aux Archives nationales françaises de l’ensemble de ses « papiers ».

## Hommages

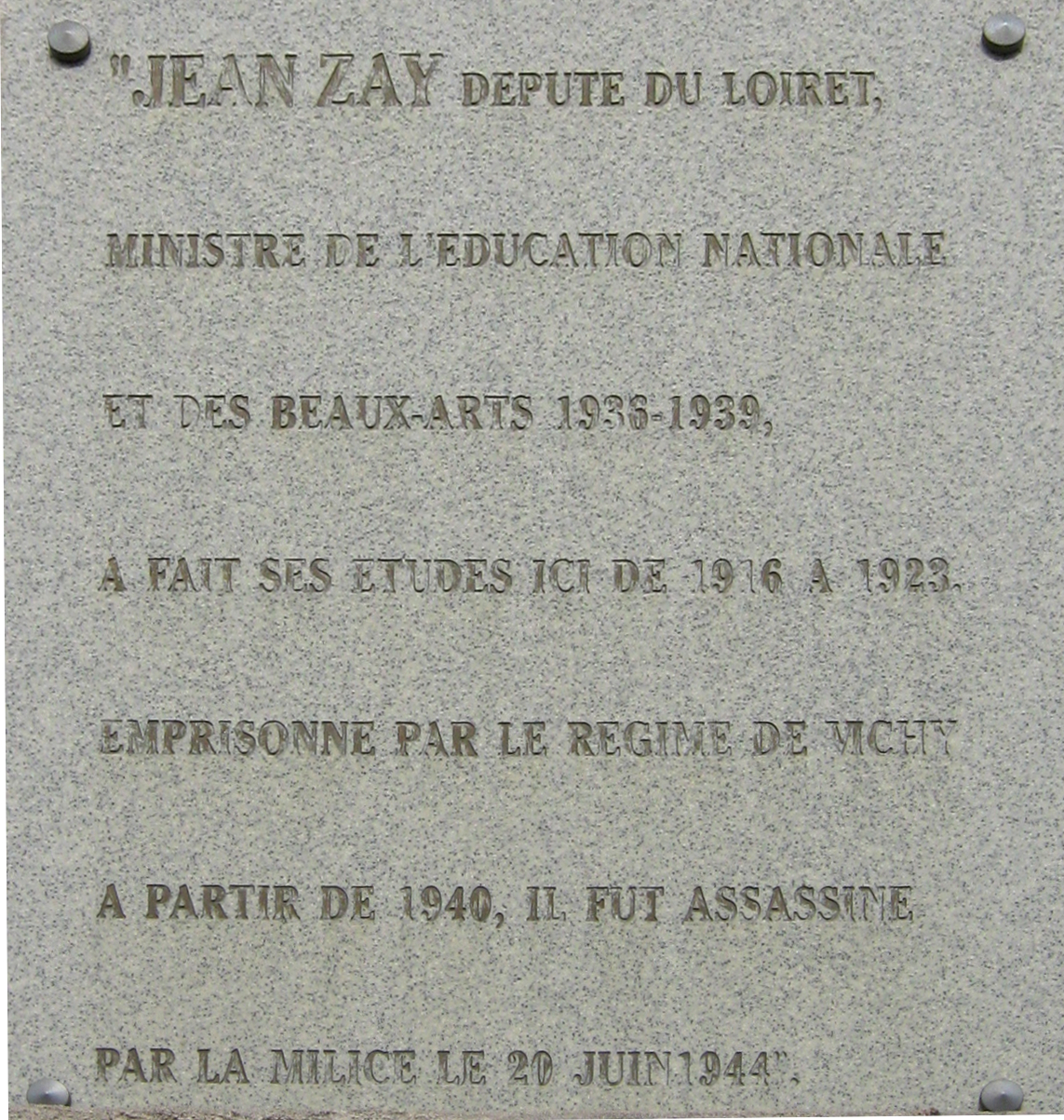
Plaque commémorative apposée sur la façade de l'ancien lycée Pothier d'Orléans.

Un mémorial situé à Molles dans la faille du diable, sur les lieux de son assassinat, porte l'inscription suivante : « À Jean Zay (1904-1944), ancien ministre de l'Éducation nationale mort pour la France, assassiné au Puits du Diable le 20 juin 1944 par les complices de l'ennemi. Il a gravi ce chemin en allant au supplice ». Une colonne jouxte le mémorial et porte l'inscription « Ici, Jean Zay fut lâchement assassiné le 20 juin 1944 par les complices de l'ennemi. Il est mort en criant Vive la France ». Emprisonné par le régime de Vichy à partir de 1940, il fut assassiné par la milice le 20 juin 1944.
Jean Zay est cité à l'ordre de la Nation par le président du gouvernement provisoire de la République française (GPRF) Félix Gouin, en avril 1946, et un hommage public lui est rendu dans le grand amphithéâtre de la Sorbonne à Paris le 27 juin 1947.
Le 15 mai 1948, après un hommage solennel prononcé par Édouard Herriot, président de la Chambre des députés tant au Palais Bourbon qu'à la Sorbonne la dépouille de Jean Zay exhumée du cimetière de Cusset est inhumée dans le grand cimetière d'Orléans. Sa tombe porte l'inscription « Jean Zay (1904-1944), ancien ministre, assassiné par les ennemis de la France le 20 juin 1944 ». Une plaque apposée sur la façade de l'ancien lycée Pothier mentionne « Jean Zay, député du Loiret, ministre de l'éducation nationale et des beaux-arts 1936-1939, a fait ses études ici de 1916 à 1923 ».
Jean Zay est cité au Panthéon parmi les 199 « Écrivains morts pendant la guerre de 1939-1945 » sur une plaque regroupant 157 « Écrivains morts pour la France » Il existe une association « Jean Zay au Panthéon », fondée à Orléans, qui œuvra pour le transfert de ses cendres au Panthéon. Le Président François Hollande décide du transfert de Jean Zay et de Pierre Brossolette et assiste au transfert de leurs dépouilles au Panthéon, aux côtés de celles des résistants, Germaine Tillion et Geneviève de Gaulle.

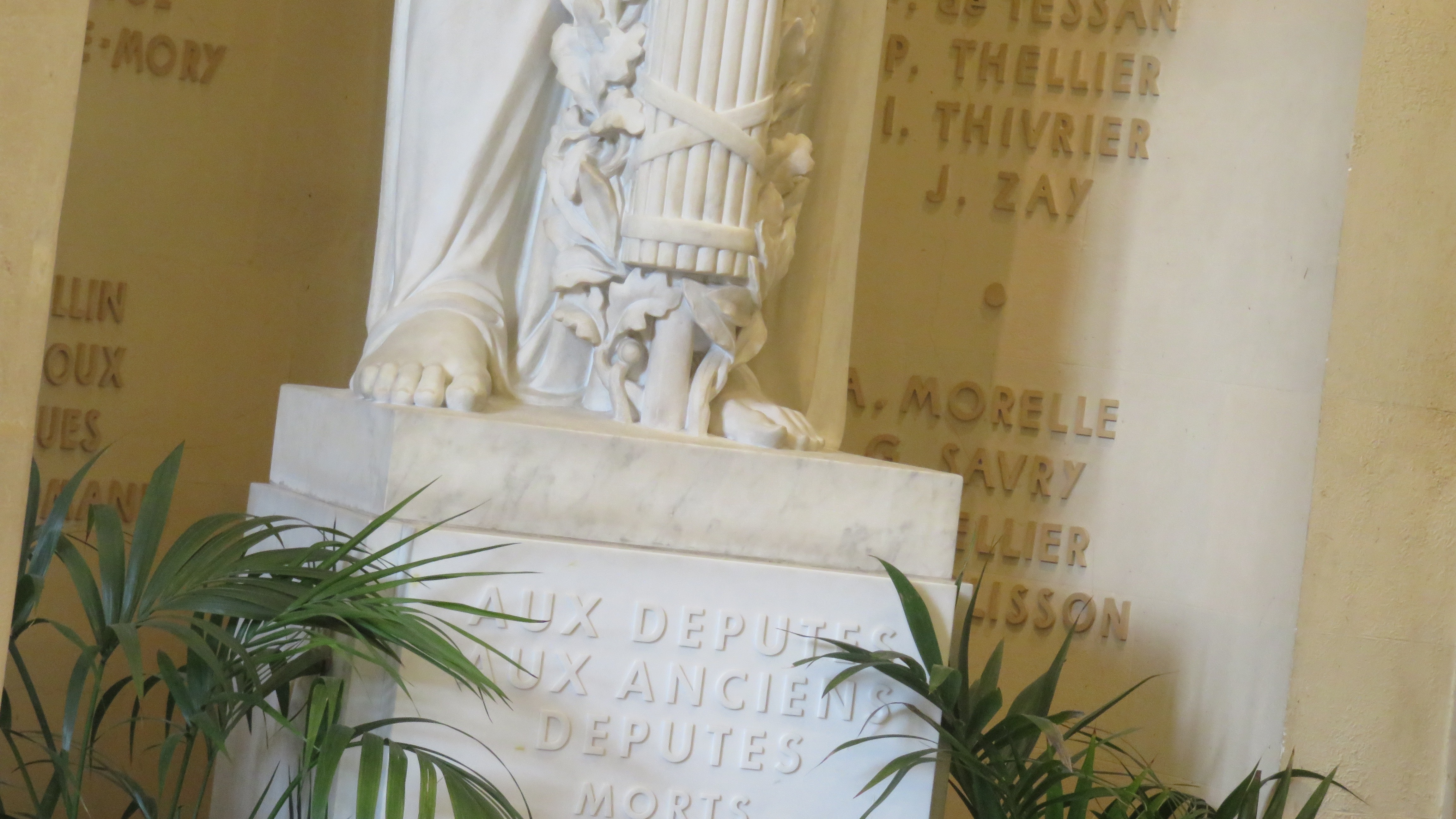
Plaque commémorative à l'Assemblée nationale en hommage aux députés et fonctionnaires morts pour la France. On peut y lire le nom de Jean Zay.

Une quarantaine d'associations d'anciens combattants et de militaires, reprenant des accusations lancées de son vivant par l'extrême droite, se sont opposées à cette panthéonisation, reprochant notamment à l'ancien ministre d'avoir dans sa jeunesse insulté le drapeau tricolore dans le poème « Le Drapeau » rédigé en 1924.
En juin 1994, un hommage lui est rendu à Orléans, en présence du président de la République François Mitterrand.
Le prix Jean-Zay est un prix littéraire français créé en 2005.
En mai 2009, la fondation maçonnique du Grand Orient de France crée, à Sciences Po Bordeaux, une « chaire Jean-Zay » inaugurée en présence des filles de Jean Zay, Hélène Mouchard-Zay et Catherine Martin-Zay, le 22 janvier 2010. L'éloge est prononcé par Olivier Loubes, professeur d’histoire.
En 2006, la section du Parti socialiste à Sciences Po Paris est baptisée de son nom.
Le 14 janvier 2012, la promotion 2012-2013 de l'École nationale d'administration (ENA) a choisi de lui rendre hommage en se baptisant « promotion Jean Zay ».
Le 10 novembre 2023, un monument lui rendant hommage est inauguré à Orléans. Réalisée par Anne et Patrick Poirier, cette sculpture monumentale de 25 mètres de long et pesant 17 tonnes est installée au sein du parc Louis-Pasteur. En forme de table, elle « fait référence aux banquets républicains qu'affectionnait Jean Zay, mais aussi au banquet de Platon, métaphore de la démocratie et du débat ».

### Voies portant le nom de Jean Zay
De nombreuses voies portent son nom : en Île-de-France, Google Maps en signale une dizaine, à Paris, Arnouville, Beaumont-sur-Oise, Bonneuil-sur-Marne, Fontenay-sous-Bois, Massy, Noiseau, Saint-Cyr-l'École, Saint-Ouen-l'Aumône, Sarcelles et Trappes. Hors de la région parisienne, on peut relever une rue Jean-Zay à Angers, Charleville-Mézières, Dunkerque, Lille, Lorient, Lyon et Niort, et des avenues Jean-Zay à Arras, Bègles, Bourges, Cenon, Is-sur-Tille, Lanester, Le Havre, Orléans, Pau, Toulouse, ou encore une cour Jean-Zay à Montpellier.

### Établissements portant le nom de Jean Zay
En France, en 2015, 126 établissements scolaires portent son nom :

#### Espace éducatif maternel
- Bègles[64]

#### Collèges
- Cenon (Gironde)
- Chambon-sur-Voueize (Creuse)
- Chinon (Indre-et-Loire)
- Dunkerque (Nord)
- Escautpont (Nord)
- Lomme (Nord)
- Brignais (Rhône)
- Rousset (Bouches-du-Rhône)
- Niort (Deux Sèvres)
- Verneuil-sur-Seine (Yvelines)
- Lens (Pas-de-Calais)
- Houlme (Seine-Maritime)
- Sotteville-lès-Rouen (Seine-Maritime)
- Montluçon (Allier)
- Montreuil-Juigné (Maine-et-Loire)
- Morsang-sur-Orge (Essonne)
- Valence (Drôme)
- Bondy (Seine-Saint-Denis)
- Saint-Gratien (Val-d'Oise)

#### Lycées
- Orléans
- Aulnay-sous-Bois
- Jarny (Meurthe-et-Moselle)
- Lycée Jean-Zay (Thiers), près de la rue éponyme
- Lycée d'État Jean-Zay, internat pour élèves de classes préparatoires, à Paris

#### Résidences universitaires
- Antony
- Dijon
- Avignon
- Lille

#### Foyer des lycéennes
- Paris (rue du Docteur-Blanche).

#### Espace vie citoyenne jeunesse
- Lourdes.

#### Gymnases
- Blanzy, en Saône-et-Loire
- Dammarie-les-Lys
- Les Martres-de-Veyre, dans le Puy-de-Dôme
- Savigny-le-Temple, en Seine-et-Marne[66]
- Faches-Thumesnil, dans le Nord

À Talence (Gironde), sur le domaine universitaire, un Foyer de Jeunes Travailleurs porte le nom de Jean-Zay depuis 2017.

#### Équipements scientifiques
Le supercalculateur français le plus puissant en 2023 porte le nom de Jean Zay. Acquis par le gouvernement français par l’intermédiaire de la société GENCI, via un contrat d’acquisition signé le 8 janvier 2019, ce supercalculateur est construit par la compagnie HPE et installé à l’IDRIS, le centre national de calcul du CNRS. Sa puissance de crête, initialement de quatorze pétaFLOPS à son inauguration le 24 janvier 2020,, atteint vingt-huit pétaFLOPS en octobre 2020. Son architecture hybride, combinant processeurs classiques et GPU, permet d’étendre son usage à de nouveaux domaines tels que l’intelligence artificielle. Il consomme à lui seul 2 MW et la chaleur qu'il génère est récupérée pour chauffer les bâtiments du CNRS et de l'université Paris-Saclay.

## Décoration
- Chevalier de la Légion d'honneur à titre posthume le 7 mai 1946[72].